# Eunji
Jung Hye-rim (Haeundae-gu, Busan, 18 de agosto de 1993), más conocida artísticamente como Eunji o Jung Eun-ji, es una cantante y actriz surcoreana. Es conocida por formar parte de Apink desde 2011. Ha protagonizado dramas de televisión, como Reply 1997 (2013), Trot Lovers (2014) y Vamos, atrévete (2015). Debutó como solista con el miniálbum Dream en 2016.

## Primeros años
Eunji nació en Haeundae-gu, Busan, el 18 de agosto de 1993. Asistió a Hapdo Kindergarten, Shinjae Elementary School, Jaesong Girls' Middle School y Hyehwa Girls' High School. En 2004, Jung ganó el primer premio en el programa Excited Day Enjoyable Day del canal KBS.
El 11 de enero de 2016, se reveló que la familia de Eunji se opuso inicialmente por su decisión de debutar como cantante.

## Carrera

### 2011-presente

#### Música: Apink y solista
En marzo de 2011, Jung fue revelada como la cuarta integrante de Apink a través de un vídeo, donde ella interpretaba la canción «Love You I Do
» de Jennifer Hudson. La cantante se unió junto con el resto del grupo para filmar Apink News antes del debut. El 21 de abril de 2011, hizo su debut como vocalista principal del Apink M! Countdown de Mnet con dos canciones, «Mollayo» y «Wishlist» del miniálbum Seven Springs of Apink.
El 18 de abril de 2016, Jung debutó como solista con el EP Dream, que consta de seis canciones. El sencillo «Hopefully Sky» fue escrito por Jung y que relata los tiempos que pasó con su padre. La canción encabezó ocho listas de música locales, y el álbum vendió 30 000 copias después del lanzamiento. En abril de 2017, Jung lanzó su segundo EP, The Space. La canción principal, «The Spring» y el video musical que la acompaña, se dio a conocer el 10 de abril y debutó entre los diez primeros lugares en las listas de música locales. Del 3 al 5 de junio de 2017, Jung celebró su primer concierto en solitario titulado Attic en el Samsung Hall de la Universidad Ewha Womans. El 18 de octubre de 2018, Jung lanzó un video musical para el sencillo «Being There», de su tercer EP Hyehwa.

#### Musicales
En 2014, protagonizó otro musical, una adaptación de la serie Full House.  En ese mismo año, lanzó la canción «It's You» para la banda sonora de Three Days. La canción se ubicó en el primer puesto de listas como Bug, Soribada y Daum Music poco después de su lanzamiento el 5 de marzo. En 2015, Eunji interpretó a Kang Yeon-doo en el drama escolar de KBS2, Vamos, atrévete. Para el proyecto A Cube for Season #Green, Eunji y Yoseob de Highlight cantaron el dueto «Love Day».

#### Actuación
Jung hizo su debut como actriz en Reply 1997, un drama nostálgico de los años 90 que se convirtió en una de las series coreanas mejor calificadas en la televisión por cable. Interpretó a la protagonista femenina, Sung Shi-won, una fanática de H.O.T que se convierte en guionista de televisión. La cantante grabó dos canciones para la banda sonora del drama, «All for You» y «Our Love Like This» con Seo In-guk. El papel le valió varios premios, incluidos los Baeksang Arts Awards como «mejor nueva actriz de televisión». Eunji interpretó a Elle Woods en la adaptación coreana musical de la película Legalmente rubia (2001). El espectáculo tuvo lugar del 16 de noviembre de 2012 al 17 de marzo de 2013.
Fue elegida para interpretar el papel secundario en el melodrama de 2013, That Winter, the Wind Blows. Eunji ganó el premio como «mejor actuación» en APAN Star Awards y el premio «nueva revelación» en los SBS Drama Awards.
Más tarde, en 2014 fue elegida para el papel principal en la serie de comedia romántica Trot Lovers, que muestra la lucha de una chica que quiere convertirse en una cantante de trot.
El 22 de octubre de 2021 se unió al elenco principal de la serie Work Later, Drink Now (también conocida como "Drunk City Women") donde interpreta a Kang Ji-goo, una YouTuber de origami.

## Discografía
EPs
- 2016: Dream
- 2017: The Space
- 2018: Hyehwa
- 2020: Simple

## Filmografía

### Series de televisión
| Año  | Título                         | Rol            | Canal | Notas                      | Ref.          |
| ---- | ------------------------------ | -------------- | ----- | -------------------------- | ------------- |
| 2012 | Reply 1997                     | Sung Shi-won   | tvN   |                            |               |
| 2013 | That Winter, the Wind Blows    | Moon Hee-sun   | SBS   |                            |               |
| 2013 | Reply 1994                     | Sung Shi-won   | tvN   | Cameo, episodios 16-17, 21 |               |
| 2014 | Trot Lovers                    | Choi Choon-hee | KBS2  |                            |               |
| 2015 | Vamos, atrévete                | Kang Yeon-doo  | KBS2  |                            |               |
| 2021 | Work Later, Drink Now          | Kang Ji-Goo    | TVING |                            | [ 37 ]        |
| 2022 | Blind                          | Jo Eun-gi      | OCN   |                            | [ 38 ]        |
| 2022 | Work Later, Drink Now Season 2 | Kang Ji-Goo    | TVING |                            | [ 39 ]        |
| 2024 | Ella de día, otra de noche     | Lee Mi-jin     | JTBC  |                            | [ 40 ] [ 41 ] |
| 2025 | ¡Entrenando por amor!          | Lee Mi-ran     | KBS2  |                            | [ 42 ] [ 43 ] |

### Películas
| Año  | Título       | Rol   | Notas |
| ---- | ------------ | ----- | ----- |
| 2013 | Saving Santa | Shiny |       |

### Teatros musicales
| Año       | Título         | Rol        |
| --------- | -------------- | ---------- |
| 2012-2013 | Legally Blonde | Elle Woods |
| 2014      | Full House     | Han Ji Eun |

### Programas de variedades
| Año                          | Título                           | Canal | Notas                                                               |
| ---------------------------- | -------------------------------- | ----- | ------------------------------------------------------------------- |
| 2022                         | Work Later, Hike Now             | tvN   | miembro                                                             |
| 2021                         | Amazing Saturday (DoReMi Market) | tvN   | invitada                                                            |
| 2013, 2014, 2015, 2016, 2017 | Hello Counselor                  | KBS   | 6 episodios - Ep. 136, 167, 235, 272, 304 y 330                     |
| 2016                         | Battle Trip                      | KBS2  | participó con Bomi (ep. 4)                                          |
| 2015                         | King of Mask Singer              | MBC   | 2 episodios - participó como "Mother said Nope to UV" (ep. 11 y 12) |
| 2013, 2014                   | Running Man                      | SBS   | 2 episodios - invitada (ep. 162 y 218)                              |

## Premios y nominaciones
| Año  | Premio                                       | Trabajo nominado            | Categoría                                                    | Resultados |
| ---- | -------------------------------------------- | --------------------------- | ------------------------------------------------------------ | ---------- |
| 2012 | 5th Korea Drama Awards                       | Reply 1997                  | Mejor pareja (con Seo In-guk)                                | Ganadora   |
| 2012 | 5th Style Icon Awards                        | Reply 1997                  | Top 10 Style Icons (con Seo In-guk)                          | Ganadora   |
| 2012 | 2012 Mnet Asian Music Awards                 | "All For You" Reply 1997    | Mejor banda sonora original (con Seo In-guk)                 | Ganadora   |
| 2012 | 1st K-Drama Star Awards                      | "All For You" Reply 1997    | Mejor banda sonora original (con Seo In-guk)                 | Ganadora   |
| 2012 | 1st K-Drama Star Awards                      | Reply 1997                  | Mejor pareja (con Seo In-guk)                                | Ganadora   |
| 2012 | 1st K-Drama Star Awards                      | Reply 1997                  | Rising Star Award                                            | Ganadora   |
| 2012 | 1st K-Drama Star Awards                      | Reply 1997                  | Acting Award, Actress                                        | Nominada   |
| 2012 | 4th MelOn Music Awards                       | "All For You" Reply 1997    | Mejor banda sonora original (con Seo In-guk)                 | Ganadora   |
| 2013 | 2nd Gaon Chart K-Pop Awards                  | "All For You" Reply 1997    | Songs of the Year (Digital Awards September) con Seo In-guk) | Ganadora   |
| 2013 | 49th Baeksang Arts Awards                    | Reply 1997                  | Best New TV Actress                                          | Ganadora   |
| 2013 | 49th Baeksang Arts Awards                    | Reply 1997                  | Popular TV Actress                                           | Nominada   |
| 2013 | 2nd APAN Star Awards                         | That Winter, the Wind Blows | Best Performance                                             | Ganadora   |
| 2013 | 2013 SBS Drama Awards                        | That Winter, the Wind Blows | Mejor actriz revelación                                      | Ganadora   |
| 2014 | 16th Seoul International Youth Film Festival | Trot Lovers                 | Mejor actriz infantil                                        | Ganadora   |
| 2014 | 16th Seoul International Youth Film Festival | "It's You" Three Days       | Mejor banda sonora original by a Female Artist               | Nominada   |
| 2014 | 22nd Korea Culture and Entertainment Awards  | Trot Lovers                 | Excellence Award, Actress in a Drama                         | Ganadora   |
| 2014 | Mnet Asian Music Awards                      | "Break Up to Make Up"       | Best Collaboration (con Huh Gak)                             | Nominada   |
| 2014 | Mnet Asian Music Awards                      | "Break Up to Make Up"       | Song of the Year (con Huh Gak)                               | Nominada   |
| 2014 | 6th MelOn Music Awards                       | "It's You" Three Days       | Mejor banda sonora original                                  | Nominada   |
| 2014 | MTV Best of the Best                         | "Break Up to Make Up"       | Best Collaboration (con Huh Gak)                             | Ganadora   |
| 2014 | 014 KBS Drama Awards                         | Trot Lovers                 | Premio a la excelencia, actriz en miniserie                  | Nominada   |
| 2014 | 014 KBS Drama Awards                         | Trot Lovers                 | Mejor actriz revelación                                      | Nominada   |
| 2014 | 014 KBS Drama Awards                         | Trot Lovers                 | Popularity Award, Actress                                    | Ganadora   |